# Cornish Pirates
Cornish Pirates Rugby Football Club es un equipo de rugby con sede en la ciudad de Cornwall, Inglaterra.
Actualmente participa en el Champ Rugby, la segunda división profesional del rugby de Inglaterra.

## Historia
Fundado en 1945 con el nombre de Penzance and Newlyn Rugby Football Club.
El 16 de mayo de 2010 disputó la final de la British and Irish Cup frente a Munster A logrando vencer por un marcador de 23 a 14.
Ha logrado dos subcampeonatos en la segunda división en los años 2011 y 2012, quedando a un paso de ascender a la Premiership.

## Palmarés
- National League 1 (1): 2002-03
- National League 2 (1): 2001-02
- British and Irish Cup (1): 2009-10
- EDF Energy Trophy (1): 2006-07